# 刺激觸發性多能性獲得細胞

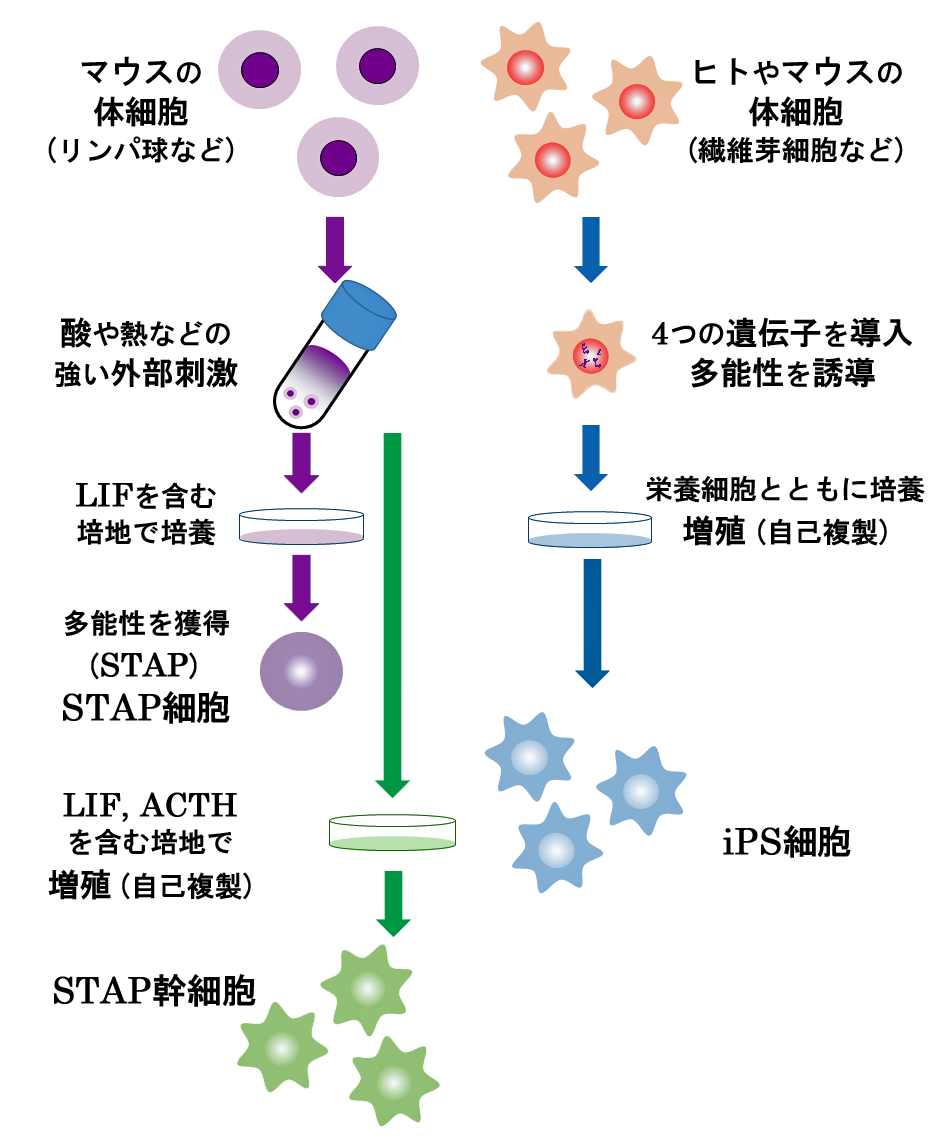
STAP細胞論文的主張與iPS細胞的比較

刺激觸發性多能性獲得細胞（日語：刺激惹起性多能性獲得細胞，簡稱STAP細胞），是2014年由日本理化学研究所研究人員小保方晴子及山梨大学教授若山照彥等人宣稱發現的一種新型萬能細胞。

## 概念主張
日本理化学研究所研究人員小保方晴子及山梨大学教授若山照彦等人宣稱發現一種新型萬能細胞，其二篇研究論文在當年1月30日發表於《自然》科學期刊。小保方晴子等人宣稱他們發現可以透過給予動物的体細胞外在刺激而使其獲得萬能分化性（pluripotency），而且製作方法不但比當時獲諾貝爾生理學或醫學獎肯定的iPS細胞更為快速簡單，在功能與副作用方面也遠優於iPS細胞。

## 質疑觀點

### 無法證實
由於為國際權威科學期刊所刊載之論文，而且論文內容具有劃時代的發現性，因此論文發表之初即引起全世界高度矚目。然而論文內容隨即遭到許多再生醫學研究者批評有誤或質疑證據可疑，甚至懷疑有捏造的嫌疑，因而迫使理化学研究所展開調查，其二篇論文在當年7月2日撤下。
另一方面，研究者小保方晴子及其指導者—聞名於世的胚胎学研究者笹井芳樹因備受社會各界的指責而產生巨大的精神壓力，笹井芳樹因此於同年8月5日於理化学研究所上吊自殺身亡。然而在笹井芳樹給小保方晴子的遺書中仍有「請務必重現STAP細胞」等敘述。
2014年11月，重現實驗失敗。同年12月，小保方晴子辭職離開理化學研究所。

### 反駁結論
理化学研究所於2014年9月時另委請外部專家成立第二調查委員會，委員長為日本國立遺傳學研究所所長桂勳。該委員會於同年12月26日發布調查報告，報告書中提及：「STAP細胞論文基本上已遭全盤否定。為何會混入如此多的ES細胞，已超出過失的範圍，不排除有人為故意的可能性。」「共同研究者和論文的共同執筆人對於沒有實驗記錄、沒有原始數據，以及明顯可見有問題的圖表等情形竟然刻意忽略或疏於確認。」；「小保方晴子當時所屬研究室的負責人——若山照彥以及最終負責論文彙整的笹井芳樹應負特別大的責任。」，正式否定了STAP細胞的存在，並對此事件從研究過程的荒謬到實驗負責人的監督失職都做出嚴厲指責。

## 原始资料
- Baumann, Kim. . Nature Reviews Molecular Cell Biology. 2014, 15 (3): 149–149. ISSN 1471-0072. doi:10.1038/nrm3754.
- Update on the STAP cell papers. March 6, 2014
- . Nature.   [2014-08-05]. （原始内容存档于2017-10-01）.